# ۶ رجب
۶ رجب، ششمین روز از ماه رجب در تقویم هجری قمری است.
در تقویم هجری قمری قراردادی این روز صد و هشتاد و سومین روز سال است.

## مناسبت‌ها
شب لیلة الرغائب
شب آرزو ها